# Cáñamo (revista)
Cáñamo es una publicación mensual internacional, considerada la primera dedicada a la cultura del cannabis en el mundo hispanohablante, así como la más antigua y en activo. Se fundó en España en 1997, extendiéndose en 2005 a Chile, en 2015 a México y en 2017 a Colombia. Está producida por La Cañamería Global, SL.  
Dispone de la libreria online, libreria Oniria, considerada la única librería especializada en literatura sobre sustancias psicoactivas.

## Historia
Cáñamo fue fundada en Barcelona en 1997 por Gaspar Fraga, Jaime Prats y Moisés López. Fue Gaspar quien convenció a Jaime y Moisés, quienes eran miembros de la Asociación Ramón Santos de Estudio sobre el Cannabis (ARSEC), para fundar una revista sobre información cannábica, en vez de una empresa comercial. Según Prats y López, Cáñamo se desmarca de la tendencia comercial de la mayoría de revistas sobre cannabis, en favor de un abordamiento más divulgativo.
En 2004 se inició Cânhamo en Portugal, que, sin embargo, tuvo que ser cerrada poco después por aplicación de la ley antidrogas. Tuvo una tirada de seis números.
Cuenta con una circulación de 21 mil copias (España, 2014).

## Contenido
En sus publicaciones, Cáñamo ofrece un contenido variado sobre esta planta. Su propósito es la investigación en torno al cannabis, tanto de su biología, como de su historia y su relación con el humano. Asimismo, se dedican a derribar mitos sobre el cannabis, a la defensa del derecho a la información y el conocimiento, y a la lucha contra la censura. Sus creadores han señalado en múltiples ocasiones que «Cáñamo nunca ha incitado el consumo de cannabis».